# Wietrzno (Dukla)

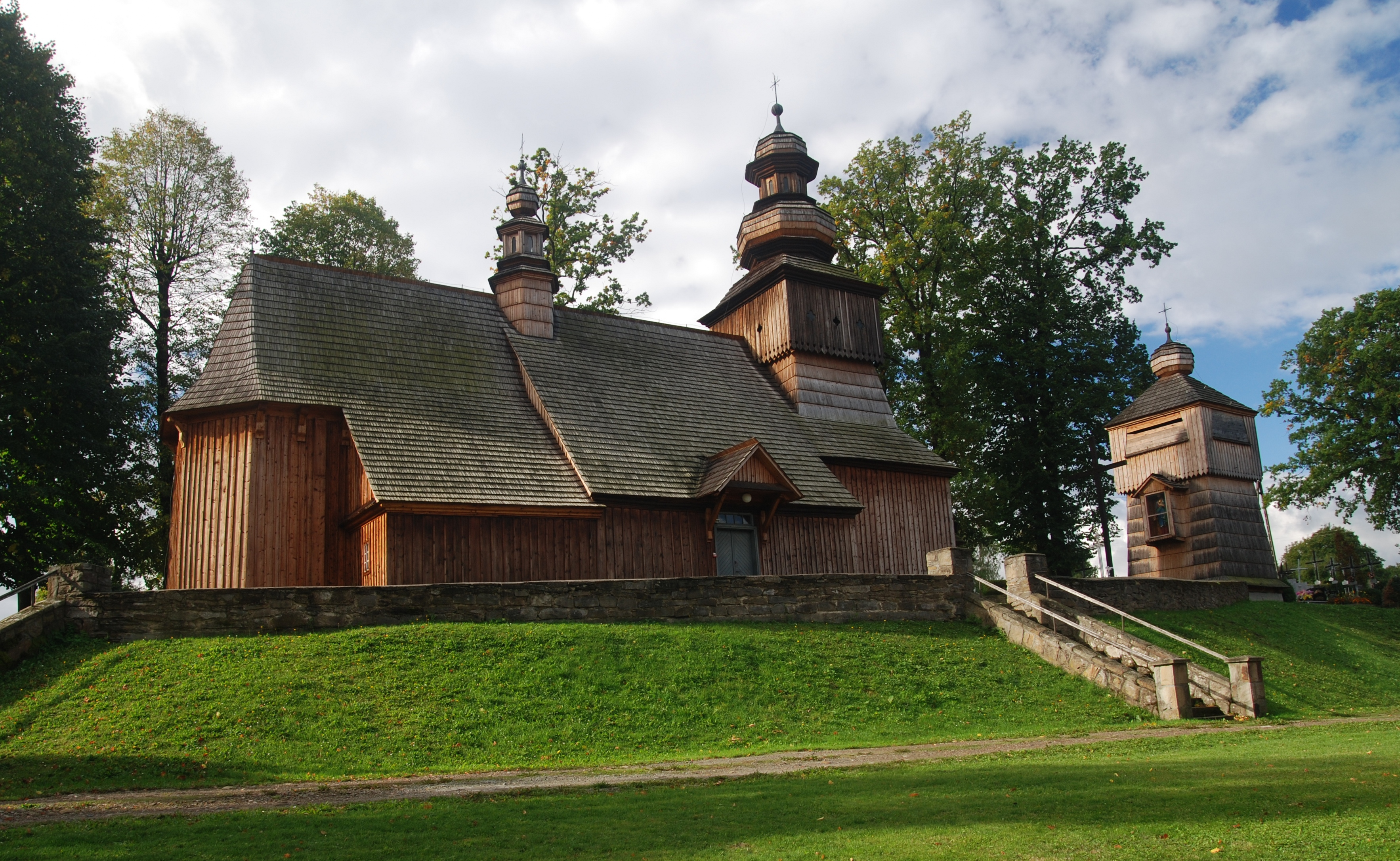
Holzkirche

Wietrzno ist eine Ortschaft mit einem Schulzenamt der Gemeinde Dukla im Powiat Krośnieński der Woiwodschaft Karpatenvorland in Polen.

## Geographie
Der Ort liegt am linken Ufer der Jasiołka im Sanoker Flachland, 5 km nördlich von Dukla.

## Geschichte
Wietrzno ist eine der ältesten Siedlungen in der Umgebung. Es gab schon eine Wallburg der Lausitzer Kultur sowie eine enorme slawische im 10. bis 11. Jahrhundert in der Nähe der Grenze zu Rotruthenien entlang der Jasiołka. Der Ort wurde im Jahr 1185 an das Kloster Koprzywnica von der Familie Bogoria verliehen, was 1277 in einer Urkunde bestätigt wurde.
Vor dem Jahr 1378 wurde das Schulzenamt an Oberwinus vom Abt Conradus in Wietrznowa Wola (Libertas) verliehen. Der neue Ort westlich des alten Dorfs wurde später Wola Oberwinowa, Oberwinów und endlich Wola Albinowska benannt und ist heute ein Weiler von Wietrzno. 1474 wurde der Ort von Magyaren verwüstet. 1581 wurde eine Kirche erwähnt. Die heutige Holzkirche wurde 1752 erbaut.
Das Dorf gehörte zunächst zum Adelsrepublik Polen-Litauen, Woiwodschaft Krakau, Kreis Biecz. Bei der Ersten Teilung Polens kam Wietrzno 1772 zum neuen Königreich Galizien und Lodomerien des habsburgischen Kaiserreichs (ab 1804). Ab dem Jahr 1855 gehörte die Gemeinde zum Bezirk Krosno.
Die örtliche Holzkirche wurde von Kazimierz Chłędowski in seiner Jugend besucht, der im Besitz der Güter von Wietrzno war und ab 1881 bis zum Tod in 1920 in österreichischen Ministerien in Wien arbeitete. Ab 1888 wurde Erdöl in Wietrzno von William Henry McGarvey und John Simeon Bergheim gefördert.
1918, nach dem Ende des Ersten Weltkriegs und dem Zusammenbruch der k.u.k. Monarchie, kam Wietrzno zu Polen. Unterbrochen wurde dies nur durch die Besetzung Polens durch die Wehrmacht im Zweiten Weltkrieg. Von 1975 bis 1998 gehörte Wietrzno zur Woiwodschaft Krosno.